# Murex scolopax
Murex scolopax, tiếng Anh thường gọi là False venus comb hoặc Woodcock murex, là một loài ốc biển săn mồi cỡ lớn, là động vật thân mềm chân bụng sống ở biển thuộc họ Muricidae, họ ốc gai.